# Teledeportes
Teledeportes Paraguay S.A. es una productora audiovisual paraguaya dedicada a la emisión en vivo de eventos deportivos tanto nacionales como internacionales a través de Tigo Sports. Posee los derechos exclusivos de transmisión en directo de las divisiones del fútbol paraguayo y clubes de fútbol nacionales, así como los partidos de la selección paraguaya de fútbol, el básquet, el vóley, el rugby, el fútbol sala, el fútbol de playa, el handbol, el hockey sobre césped y el ciclismo paraguayo.

## Historia
Trabaja en Paraguay, en donde detentaba los derechos audiovisuales del fútbol de la División de Honor, División Intermedia y la Primera B de la Asociación Paraguaya de Fútbol, además detentaba los derechos exclusivos de los partidos amistosos de la Selección Paraguaya de Fútbol tanto en absoluta como en juveniles, según contrato firmado con la entidad matriz desde el año 1999 y que expiró a fines de 2013.. También coproduce las transmisiones en vivo de fútbol y otros deportes para canales de aire como Telefuturo, SNT, Paravisión, Latele y Canal Trece.
En televisión abierta produjo, hasta diciembre del 2008 para Telefuturo, los informativos Teledeportes Noticias y El Deportivo, como así también el programa llamado Telefútbol, dedicado al resumen de cada jornada del campeonato de Primera.
En marzo de 2009, Teledeportes se vincula al Canal 13, para el que realiza el mismo tipo de servicio. Los programas emitidos fueron Fútbol de Primera (Paraguay), Minuto 91 y El Deportivo.
En televisión por cable, emitió en vivo los partidos más importantes (3 por fecha) del torneo local de Primera División y (1 por fecha) del torneo local de Segunda División y Primera B para Asunción y Gran Asunción a través de Unicanal (Canal 8) de las empresas Multicanal y Cablevisión. Mientras que para el interior transmitía por la Red de Cables. En forma diaria, el noticiero deportivo Deportes 100% y el bloque de deportes del Noticiero Central de Unicanal; todo esto con producción, móviles propios y moderna infraestructura de islas de edición.
A nivel internacional, produjo Fútbol Guaraní para la señal de TyC Sports, así como el bloque paraguayo de Fútbol x 2 y El Aguante Internacional.
En radio, desde 2005 Teledeportes realizaba diariamente la tira de opinión Puro Fútbol, emitido a través de Radio Ñandutí y originalmente en Radio Uno.
Pionera en Iberoamérica, Teledeportes puso al alcance los videos de los goles a los celulares a solo cinco minutos de haber sido anotados, y el servicio de noticias para telefonía celular, Teledeportes Móvil.
En Internet, entre junio de 2008 y enero de 2014 publicaba el Diario Digital Teledeportes, con información deportiva actualizada al momento. Así mismo, Teledeportes provee servicios de producción y de uplink para terceros.
El 31 de enero de 2014, Teledeportes da paso a un nuevo emprendimiento denominado Tigo Sports, el primer canal de televisión paraguayo dedicado con exclusividad al deporte nacional e internacional. Tanto el personal periodístico como el equipo humano y técnico de producción componen el nuevo medio de comunicación. La página web de Teledeportes que se encontraba en www.teledeportes.com.py fue reemplazada a partir del 1 de febrero por la de Tigo Sports (www.tigosports.com.py).

## Programas de Radio y Televisión en producción con Teledeportes

### Radio
- Puro Fútbol
- Deportes 100% Radio
- Tiempo Fuera (conducido por Soledad Franco)

### Televisión
- Telefútbol
- Futboleros
- El Deportivo (Telefuturo).
- Deportes 100% (hoy en Tigo Sports).
- Minuto 91
- Fútbol de Primera Paraguay (antes conocido como Fútbol de Honor En Directo)
- Fútbol de Segunda Paraguay (antes conocido como Fútbol de Intermedia En Vivo)
- Fútbol de Tercera Paraguay (antes conocido como Fútbol de Ascenso En Vivo)

## Equipo periodístico

### Fútbol

#### Relatores
- Rubén Darío Da Rosa (2001-presente)
- Julio González Cabello (1997-2000)
- Juan Antonio Mereles (1997-2000)
- Jorge Esteche (1997-2000)
- Hugo Miño (1998-presente)
- Héctor Agüero
- Freddy Irala
- René Aranda
- Enrique Enciso
- Juan Ángel "Pato" Ovando (2016-2022)
- Jorge "Chipi" Vera
- Soledad Franco
- Gustavo Del Puerto

#### Comentaristas
- Gabriel Cazenave
- Robert Singer
- Carlos Correa
- Carlos Landolfi
- Francisco López
- Julio Samaniego

#### Reporteros de Campo
- Diego Rolón
- Pedro Torres
- Pablo García
- Fredy Irala
- Giselle Ortiz
- Julio Samaniego
- Hernán Osorio
- Marcelo Martín Orué

### Básquetbol

#### Relatores
- Fernando Cazal
- Francisco López

#### Comentaristas
- Marcelo Burgos
- Horacio Galiano

### Otros Deportes

#### Relatores
- Adrián Maltese (Tenis y atletismo)
- Fernando Rodríguez (Automovilismo)

## Eventos transmitidos por la empresa
- Primera División de Paraguay
- Segunda División de Paraguay
- Primera B Metropolitana (1 partido por jornada)
- Primera C (1 partido por jornada)
- Campeonato Paraguayo de Fútbol Femenino (2 partidos por jornada)
- Copa Paraguay (todos los partidos en vivo y en directo)
- Campeonato Nacional Interligas
- Torneos de verano de fútbol en Paraguay
- Selección Paraguaya de Fútbol (Partidos amistosos en directo)
- Clasificación de CONMEBOL para la Copa Mundial de Fútbol (desde 1996)
- Copa Mundial de Fútbol
- Campeonato Sudamericano Sub-20
- Campeonato Sudamericano Sub-17
- Campeonato Sudamericano de Fútbol Sub-15
- Copa Mundial de Fútbol Sub-20
- Copa Mundial de Fútbol Sub-17
- Copa América
- Eurocopa
- Primera División de Baloncesto de Paraguay (2 partidos por semana)
- Segunda División de Baloncesto de Paraguay (2 partidos por semana)
- Liga Paraguaya de Voleibol
- Campeonato Paraguayo de Handbol de Primera División
- Campeonato Paraguayo de Rugby
- CPV (Hasta 2017. Actualmente todas las carreras van en vivo por Tigo Eventos 3, pero la producción es de CPV TV)
- Juegos Panamericanos
- Juegos Olímpicos de Verano
- Juegos Olímpicos de Invierno
- Campeonato Mundial de Atletismo
- Vuelta Ciclista del Paraguay
- Premios Paraná (Hasta 2017 en conjunto con Logistíca Producciones)